# Robert Jenrick
Robert Jenrick (ur. 9 stycznia 1982 w Wolverhampton) – brytyjski polityk, członek Partii Konserwatywnej. Od 2014 jest posłem do Izby Gmin z okręgu wyborczego Newark. W okresie od lipca 2019 do września 2021 zajmował stanowisko ministra społeczności i samorządów lokalnych. Od 4 listopada 2024 lord kanclerz i minister sprawiedliwości w gabinecie cieni. 

## Życiorys
Ukończył Wolverhampton Grammar School, a następnie historię na St John’s College i nauki polityczne na Uniwersytecie Pensylwanii.
W 2010 roku bez powodzenia kandydował do Izby Gmin z okręgu Newcastle-under-Lyme. W 2014 został wybrany posłem do Izby Gmin z okręgu Newark w wyborach uzupełniających. Uzyskał reelekcję w 2015, 2017, 2019 i 2024 roku.
24 czerwca 2019 objął stanowisko ministra społeczności i samorządów lokalnych, które zajmował do rekonstrukcji gabinetu 15 września 2021.
28 lipca 2024, po zapowiedzi Rishi'ego Sunaka o rezygnacji z kierowania partią, zgłosił swoją kandydaturę na stanowisko lidera Partii Konserwatywnej. W ostatniej turze (głosowaniu wszystkich członków partii), został pokonany przez Kemi Badenoch. Uzyskał wówczas 41 388 głosów (43,5%). 4 listopada 2024 wszedł w skład gabinetu cieni utworzonego przez Badenoch, jako lord kanclerz i minister sprawiedliwości.